# Gymnogobius opperiens
Gymnogobius opperiens és una espècie de peix de la família dels gòbids i de l'ordre dels perciformes.

## Morfologia
- Els mascles poden assolir 8,1 cm de longitud total.[1][2]

## Hàbitat
És un peix de clima temperat i demersal.

## Distribució geogràfica
Es troba al Japó (Honshu i Hokkaido) i Rússia.

## Observacions
És inofensiu per als humans.